# Physopleurus dohrnii
Physopleurus dohrnii är en skalbaggsart som beskrevs av Lacordaire 1869. Physopleurus dohrnii ingår i släktet Physopleurus och familjen långhorningar.
Artens utbredningsområde är Venezuela. Inga underarter finns listade i Catalogue of Life.